# State Parks in Nevada
Das ist eine Liste von State Parks des Bundesstaates Nevada in den USA. Sie werden von der Nevada Division of State Parks verwaltet.

## Alphabetische Auflistung
- Beaver Dam State Park
- Berlin-Ichthyosaur State Park
- Big Bend of the Colorado State Recreation Area
- Cathedral Gorge State Park
- Cave Lake State Park
- Dayton State Park
- Echo Canyon State Park
- Elgin Schoolhouse State Historic Site
- Fort Churchill State Historic Park
- Kershaw-Ryan State Park
- Lahontan State Recreation Area
- Lake Tahoe Nevada State Park
- Mormon Station State Historic Park
- Old Las Vegas Mormon State Historic Park
- Rye Patch State Recreation Area
- South Fork State Recreation Area
- Spring Mountain Ranch State Park
- Spring Valley State Park
- Valley of Fire State Park
- Van Sickle Bi-State Park
- Walker Lake State Recreation Area
- Ward Charcoal Ovens State Historic Park
- Washoe Lake State Park
- Wild Horse State Recreation Area

## Galerie

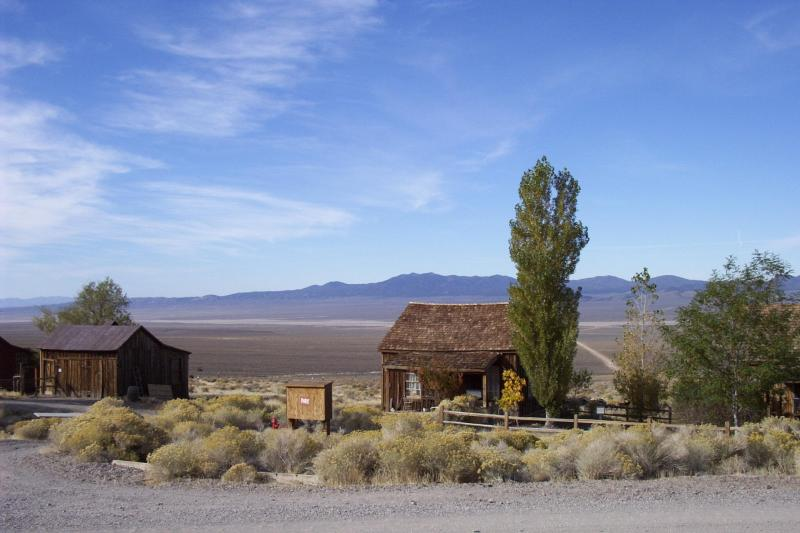
Berlin-Ichthyosaur State Park
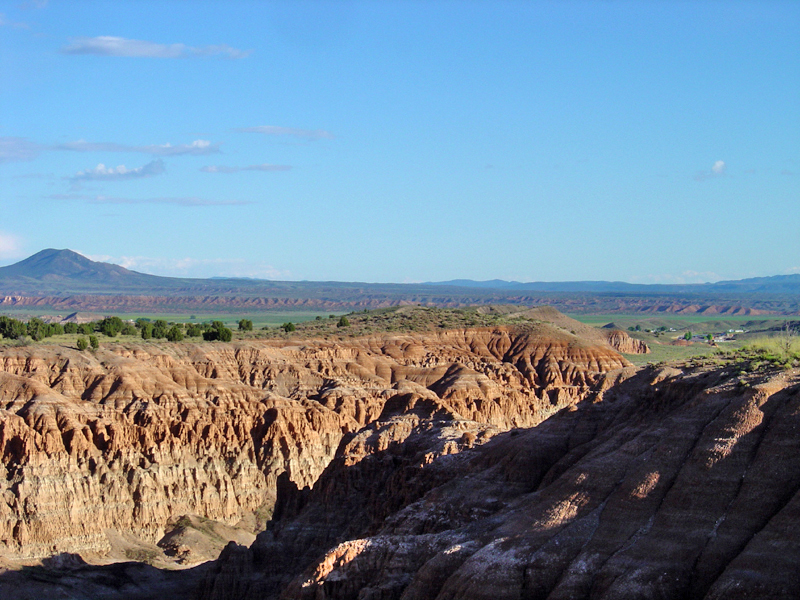
Cathedral Gorge State Park
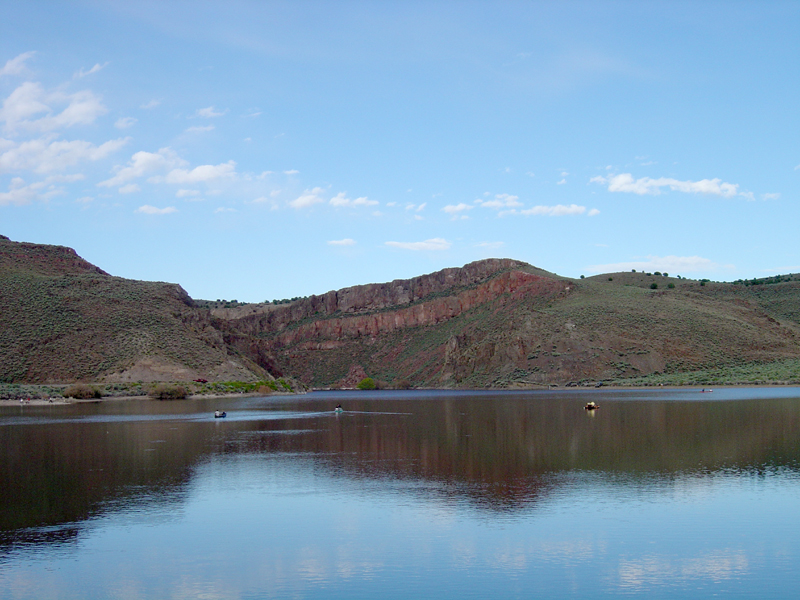
Echo Canyon State Park
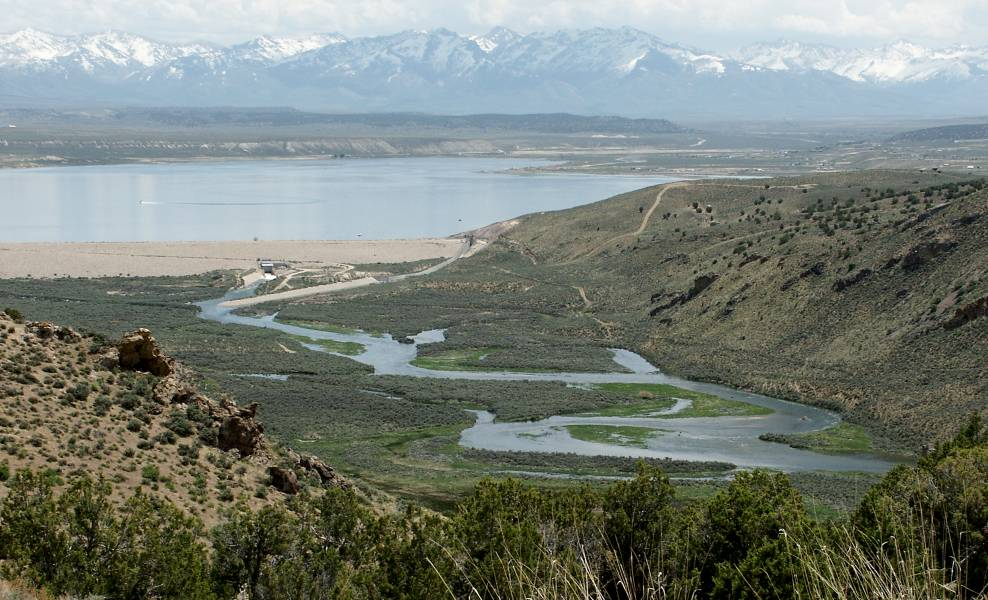
South Fork State Recreation Area
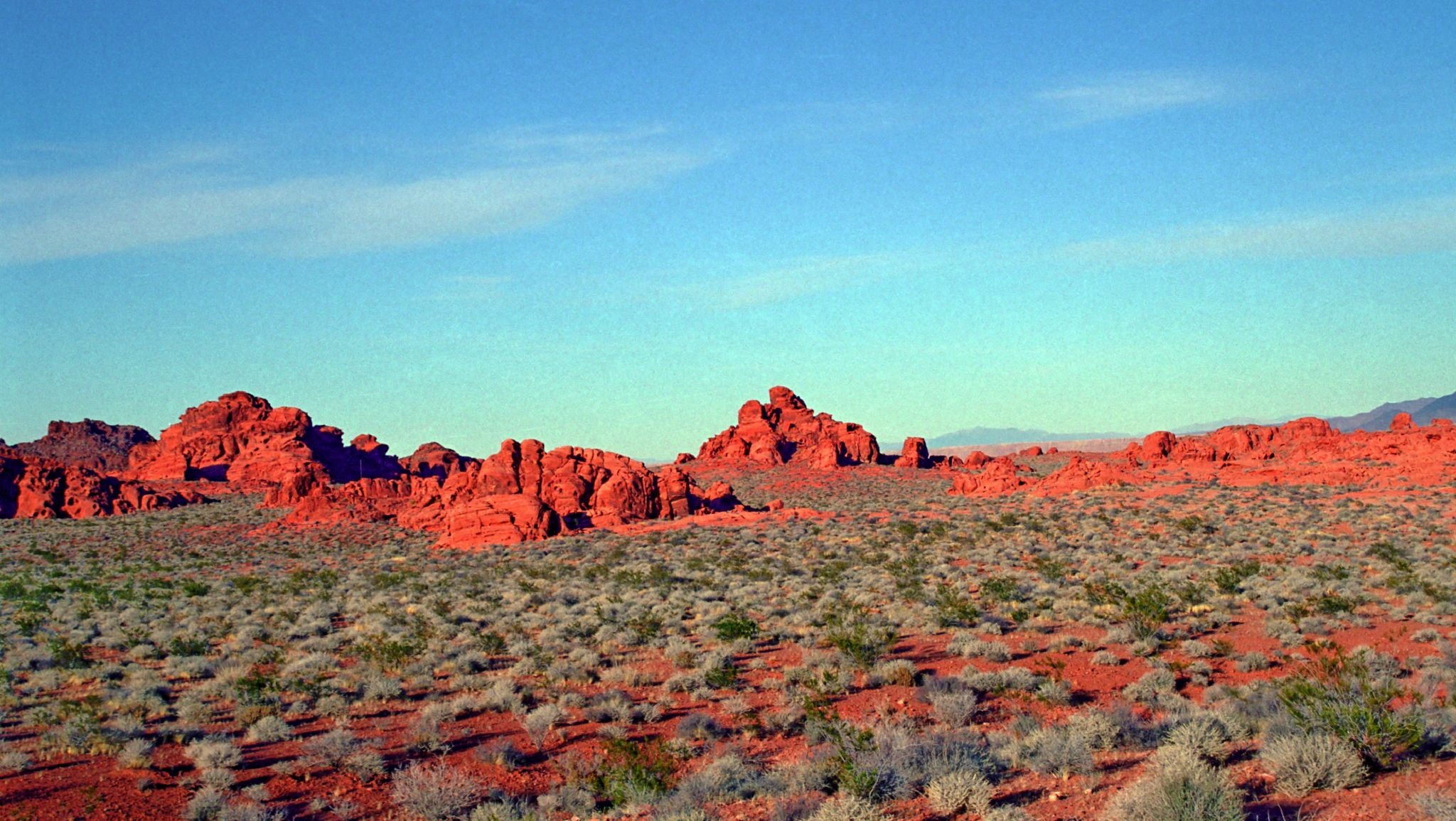
Valley of Fire State Park

## Ehemalige State Parks
- Belmont Courthouse State Historic Park, nicht mehr als State Park gelistet
- Dangberg Home Ranch Historic Park, nicht mehr als State Park gelistet
- Floyd Lamb Park at Tule Springs: der ehemalige Floyd Lamb State Park wurde am 2. Juli 2007 umbenannt und der Stadt Las Vegas übereignet, Clark County